# Schmittrain
Schmittrain ist ein Gemeindeteil des Marktes Schondra im unterfränkischen Landkreis Bad Kissingen in Bayern.

## Geographische Lage
Die Einöde Schmittrain befindet sich südwestlich von Schondra am Fluss Schondra.

## Geschichte
Schmittrain wurde im Jahr 1500 gemeinsam mit Untergeiersnest als Weiler gegründet.
Schmittrain gehörte zur Gemeinde Schönderling. Am 1. Mai 1978 wurde Schönderling im Rahmen der Gebietsreform in Bayern in den Markt Schondra eingegliedert.